# Saint-Pierre-Lavis
Saint-Pierre-Lavis és un municipi francès situat al departament del Sena Marítim i a la regió de Normandia. L'any 2007 tenia 153 habitants.

## Demografia

### Població
El 2007 la població de fet de Saint-Pierre-Lavis era de 153 persones. Hi havia 56 famílies de les quals 12 eren unipersonals (4 homes vivint sols i 8 dones vivint soles), 24 parelles sense fills i 20 parelles amb fills.
La població ha evolucionat segons el següent gràfic:
Habitants censats

### Habitatges
El 2007 hi havia 69 habitatges, 60 eren l'habitatge principal de la família, 7 eren segones residències i 2 estaven desocupats. Tots els 66 habitatges eren cases. Dels 60 habitatges principals, 54 estaven ocupats pels seus propietaris i 6 estaven llogats i ocupats pels llogaters; 2 tenien dues cambres, 10 en tenien tres, 19 en tenien quatre i 29 en tenien cinc o més. 47 habitatges disposaven pel capbaix d'una plaça de pàrquing. A 21 habitatges hi havia un automòbil i a 35 n'hi havia dos o més.

### Piràmide de població
La piràmide de població per edats i sexe el 2009 era:
| Homes | Edats   | Dones |
| ----- | ------- | ----- |
| 0     | 95 o +  | 0     |
| 0     | 90 a 94 | 0     |
| 4     | 85 a 89 | 0     |
| 0     | 80 a 84 | 4     |
| 4     | 75 a 79 | 0     |
| 0     | 70 a 74 | 4     |
| 4     | 65 a 69 | 0     |
| 4     | 60 a 64 | 0     |
| 4     | 55 a 59 | 4     |
| 12    | 50 a 54 | 16    |
| 4     | 45 a 49 | 4     |
| 0     | 40 a 44 | 0     |
| 4     | 35 a 39 | 0     |
| 8     | 30 a 34 | 8     |
| 0     | 25 a 29 | 4     |
| 0     | 20 a 24 | 0     |
| 4     | 15 a 19 | 4     |
| 0     | 10 a 14 | 0     |
| 8     | 5 a 9   | 0     |
| 12    | 0 a 4   | 4     |

## Economia
El 2007 la població en edat de treballar era de 101 persones, 64 eren actives i 37 eren inactives. De les 64 persones actives 59 estaven ocupades (32 homes i 27 dones) i 5 estaven aturades (2 homes i 3 dones). De les 37 persones inactives 20 estaven jubilades, 6 estaven estudiant i 11 estaven classificades com a «altres inactius».

### Ingressos
El 2009 a Saint-Pierre-Lavis hi havia 72 unitats fiscals que integraven 178 persones, la mediana anual d'ingressos fiscals per persona era de 19.057 €.

### Activitats econòmiques
Dels 2 establiments que hi havia el 2007, 1 era d'una empresa immobiliària i 1 d'una empresa de serveis.
L'any 2000 a Saint-Pierre-Lavis hi havia 7 explotacions agrícoles.

## Poblacions més properes
El següent diagrama mostra les poblacions més properes.